# Eva Cassidy
Eva Marie Cassidy (* 2. Februar 1963 in Washington, D.C.; † 2. November 1996 in Bowie, Maryland) war eine US-amerikanische Sängerin und Gitarristin. Sie starb bereits kurz nach der Veröffentlichung ihres ersten Soloalbums. Erst einige Jahre später wurden ihre hinterlassenen Aufnahmen sehr erfolgreich, wodurch sie für ihre maßgebenden Interpretationen klassischer Stücke des Jazz, Blues, Soul und Gospel sowie der Folk-, Rock- und Popmusik weltbekannt wurde.

## Leben
Eva Cassidy kam am 2. Februar 1963 im Washington Hospital Center als drittes von vier Geschwistern zur Welt. Sie hatte zwei ältere Schwestern und einen jüngeren Bruder. Ihr Vater Hugh war nach seinem Militärdienst in Rheinland-Pfalz mit seiner deutschen Freundin Barbara in die Vereinigten Staaten zurückgekehrt. Sie ließen sich im US-Bundesstaat Maryland nieder, im Außenbezirk der Hauptstadt Washington, D.C., erst in Oxon Hill, später in Bowie. Hugh Cassidy trat als Lehrer in den Schuldienst ein, Barbara Cassidy arbeitete als Floristin in einem Gartenbaubetrieb.
Cassidy zeigte schon früh Interesse an Kunst und Musik. Mit etwa fünf Jahren fing sie an zu malen, zu zeichnen und zu basteln und blieb dabei bis zu ihrem frühen Tod. Im Alter von neun Jahren bekam sie von ihrem Vater etwas Gitarrenunterricht. Von da an begleitete sie die Hausmusik der Familie mit Gesang und Gitarre und trat schon bald bei einigen kleineren Anlässen auch öffentlich auf. Die große Plattensammlung ihrer Eltern wurde für sie zu einer bedeutenden Musikquelle, mit der sie leidenschaftlich ihre praktischen Fähigkeiten immer weiter entwickelte, da sie ihre zahlreichen Lieblingsstücke nicht nur hören, sondern auch singen und spielen wollte.
Cassidy beendete ihre schulische Laufbahn 1981 mit dem Abschluss an der Bowie High School. Sie schrieb sich zwar noch für ein Kunststudium am Prince George’s Community College ein, gab dieses jedoch nach kurzer Zeit wieder auf. Eine folgende Zusage des California Institute of the Arts musste sie aus finanziellen Gründen ausschlagen. Danach arbeitete sie neben ihren zahlreichen musikalischen Aktivitäten – die nicht genug Geld einbrachten – in verschiedenen Gelegenheitsjobs, insbesondere viele Jahre in einem Gartenbaubetrieb in Beltsville.
Im September 1993 wurde Cassidy ein malignes Melanom am Rücken entfernt. Kontrolluntersuchungen in der Folgezeit vernachlässigte sie.
Cassidys letzter Job gemeinsam mit einer Freundin war im Sommer 1996 eine Wandmalerei in einer Grundschule. Danach bekam sie Schmerzen an der Hüfte, die sie auf die Arbeit mit der Klappleiter zurückführte. Eine Röntgenuntersuchung ergab schließlich einen Bruch im Becken, der jedoch durch Tumorzellen im Knochen verursacht worden war. In ihre Lungen hatte sich der Krebs ebenfalls ausgebreitet. Auch eine starke Chemotherapie konnte ihn nicht mehr aufhalten und sie erlag ihrem Leiden Anfang November 1996 im Alter von 33 Jahren.

## Werdegang und Rezeption
Angeregt durch das Musizieren zuhause und bei kleineren Gelegenheiten trat Cassidy 1974 der lokalen Band BTS bei. Sie spielten Folkmusik auf Hochzeiten, Straßenfesten und in Cafés. Cassidy war die Sängerin und tat sich aufgrund ihrer Schüchternheit gegenüber Fremden, die sie auch später nie ganz verlor, etwas schwer damit. Später auf der High School war sie Sängerin der Schülerrockband Stonehenge. Gelegentlich trat sie auch mit ihrem Bruder Dan(iel) auf, der Geige spielte und später auch Musiker wurde.
Für den ehemaligen Gitarristen von Stonehenge übernahm Cassidy 1986 auf dessen CD Method Actor den Gesang und gestaltete auch den Umschlag. Bei der Produktion im Black Pond Studio in Rockville wurde dessen Besitzer, der Tontechniker und Bassist Chris Biondo, auf ihre Stimme und Begabung aufmerksam. In den folgenden Jahren verschaffte er ihr immer wieder Arbeit als Hintergrundsängerin bei Produktionen in seinem Studio (ihr größter Traum war Singen für Stevie Wonder), vermittelte ihr einen Musikmanager und überredete sie schließlich zur Gründung der Eva Cassidy Band: Cassidy (Gesang, Gitarre), Chris Biondo (Bassgitarre), Keith Grimes (E-Gitarre), Lenny Williams (Klavier) und Raice McLeod (Schlagzeug). Sie absolvierten zahlreiche regionale Auftritte, meistens bei Veranstaltungen und in Clubs, wie z. B. dem Pearl’s in Annapolis (Maryland) und dem Fleetwoods in Alexandria (Virginia), das vom Fleetwood-Mac-Schlagzeuger Mick Fleetwood betrieben wurde.
Die meisten existierenden Aufnahmen Cassidys wurden mit dieser Band eingespielt oder sind andere Aufnahmen aus dem Black Pond Studio. So auch die Zusammenarbeit von ihr mit Chuck Brown, aus der 1992 die CD The Other Side hervorging. Sie nahm danach immer wieder mit eigenen Arrangements und Vorschlägen entscheidenden Einfluss auf die Produktionen.
1993 erhielt Cassidy von der Washington Area Music Association (WAMA) den Preis in der Kategorie Beste Sängerin für Jazz/Traditional, 1994 bekam sie diesen nochmals und den als Beste Sängerin für Roots Rock/Traditional R&B. 1995 wurde sie abermals als Beste Sängerin Jazz/Traditional ausgezeichnet und dazu als Beste Sängerin Jazz/Contemporary.
Alle Versuche, Cassidy im Musikgeschäft zu etablieren, schlugen hingegen fehl. Sie wollte nicht „diesen kommerziellen Scheiß“ (“that commercial crap”) singen und weigerte sich außerdem vehement, auf eine Stilrichtung festgelegt zu werden. Diese Integrität war für das gewöhnliche Marketing jener Zeit ein großes Problem. Ein trotzdem von einem Produzenten in Aussicht gestellter Vertrag scheiterte an dessen Bankrott.
Daraufhin entschied sich die Eva Cassidy Band, mit den bescheidenen eigenen Mitteln selbst ein Album zu produzieren. Anfang Januar 1996 wurde dafür ein Auftritt im berühmten Washingtoner Jazzclub Blues Alley an zwei Abenden organisiert, mitgeschnitten und als CD Live at Blues Alley im Eigenverlag „Eva Music“ herausgebracht. Auf Grund technischer Probleme mit der Aufnahme war jedoch nur das Material des zweiten Abends verwendbar. Die Aufnahme des ersten Abends wurde schließlich restauriert und 2015 als Nightbird herausgebracht. Sowohl der Auftritt selbst als auch die CD (ca. 1000 Stück) kamen sehr gut an, die WAMA überhäufte sie mit neun Auszeichnungen.
Nach Cassidys Krebsdiagnose veranstalteten Freunde und Musiker im Herbst 1996 in Washington, D.C. ein Benefizkonzert, um Geld für ihre ärztliche Behandlung zu sammeln. Dort verabschiedete sie sich inzwischen schwerkrank am Ende der Vorstellung von ihrem Publikum mit What a Wonderful World, einem ihrer geliebten Standards. Wenig später stellte sie das gesammelte Geld anderen Patienten zur Verfügung.
Ebenfalls im Herbst 1996 schickte eine gute Freundin, die Folksängerin Grace Griffith, eine Aufnahme von Live at Blues Alley mit dringender Empfehlung an Bill Straw, den Manager der Plattenfirma, bei der sie selbst unter Vertrag stand. Straw war sofort begeistert und ging schließlich tatsächlich das Risiko ein, eine nicht nur praktisch unbekannte, sondern inzwischen sogar verstorbene Musikerin zu veröffentlichen, als er 1998 die CD Songbird herausbrachte.
Songbird wurde nur langsam bekannt, dafür jedoch landesweit sowie im Vereinigten Königreich, wo Straw einen Geschäftspartner hatte. Dadurch wurde 2000 auch der britische Produzent Paul Walters auf die CD aufmerksam und empfahl sie seinem Kollegen Terry Wogan für dessen Morgensendung Wake up to Wogan auf BBC Radio 2. Der spielte zwei der Titel – Over the Rainbow sowie Fields of Gold – und erlebte daraufhin eine ausgesprochen stürmische Reaktion seiner großen Zuhörerschaft. Innerhalb weniger Monate waren im Vereinigten Königreich über 100.000 CDs verkauft.
Angesichts dieses Erfolges sendete vor Weihnachten desselben Jahres das BBC-Fernsehen in Top of the Pops 2 eine Amateurvideoaufnahme mit Over the Rainbow von Cassidys Auftritt im Jazzclub Blues Alley. Die Zuschauerreaktionen waren abermals überwältigend und die Nachfrage nach Songbird explodierte, so dass die CD 2001 schließlich Nummer eins in den Charts wurde (wie auch die folgenden Alben Imagine 2002 und American Tune 2003).
Dieser Durchbruch im Vereinigten Königreich war nicht nur nachhaltig, sondern wirkte auch stark auf die Vereinigten Staaten zurück sowie in andere Staaten. So schaffte es Songbird 2001 in Deutschland ebenfalls in die Charts, wo es 22 Wochen unter den ersten 100 war und dabei bis Platz 7 kam. Nach weiteren Alben mit den hinterlassenen Aufnahmen überschritt 2016 der Absatz insgesamt und weltweit die 12 Millionen.
Cassidy wurde bisher – abgesehen von der WAMA – nicht offiziell geehrt. Es gab jedoch sehr viel Lob und Anerkennung von Kritikern und Musikern, wie z. B. von Sting – Verfasser von Fields of Gold – und Katie Melua, die als ihr großer Fan 2007 What a Wonderful World im Duett mit Cassidys Stimme als Single herausbrachte und damit ebenfalls die Charts im Vereinigten Königreich stürmte.
Grace Griffith erinnerte sich an ihre Eindrücke, als sie Cassidy zum ersten Mal auf der Bühne erlebte:

“She totally blew me away. All the colors of the rainbow, all life’s palette of beauty and sadness and sweet passion and eternity. – It was all there in that voice that came from the heart and those hands.”

„Sie hat mich total umgehauen. Alle Farben des Regenbogens, die ganze Palette des Lebens an Schönheit und Traurigkeit und süßer Leidenschaft und Ewigkeit. – Es war alles da in dieser Stimme, die aus dem Herzen und aus diesen Händen kam.“

## Diskografie

### Studioalben
| Jahr | Titel            | Höchstplatzierung, Gesamtwochen, AuszeichnungChartplatzierungen (Jahr, Titel, Platzierungen, Wochen, Auszeichnungen, Anmerkungen) | Höchstplatzierung, Gesamtwochen, AuszeichnungChartplatzierungen (Jahr, Titel, Platzierungen, Wochen, Auszeichnungen, Anmerkungen) | Höchstplatzierung, Gesamtwochen, AuszeichnungChartplatzierungen (Jahr, Titel, Platzierungen, Wochen, Auszeichnungen, Anmerkungen) | Höchstplatzierung, Gesamtwochen, AuszeichnungChartplatzierungen (Jahr, Titel, Platzierungen, Wochen, Auszeichnungen, Anmerkungen) | Höchstplatzierung, Gesamtwochen, AuszeichnungChartplatzierungen (Jahr, Titel, Platzierungen, Wochen, Auszeichnungen, Anmerkungen) | Anmerkungen                       |
| Jahr | Titel            | DE | AT | CH | UK | US | Anmerkungen                       |
| ---- | ---------------- | --- | --- | --- | --- | --- | --------------------------------- |
| 1997 | Eva by Heart     | — | — | — | UK95 Gold · (1 Wo.)UK | — |                                   |
| 2000 | Time After Time  | — | — | — | UK25 Gold · (23 Wo.)UK | US161 (1 Wo.)US |                                   |
| 2002 | Imagine          | DE39 (4 Wo.)DE | — | CH38 (6 Wo.)CH | UK1 Platin · (24 Wo.)UK | US32 (3 Wo.)US |                                   |
| 2008 | Somewhere        | — | — | — | UK4 Gold · (11 Wo.)UK | US136 (2 Wo.)US |                                   |
| 2010 | Simply Eva       | — | — | — | UK4 Gold · (24 Wo.)UK | — |                                   |
| 2023 | I Can Only Be Me | — | — | — | UK9 (1 Wo.)UK | — | mit dem London Symphony Orchestra |

Weitere Alben
- 1985: Method Actor (mit David Christopher)
- 1992: The Other Side (mit Chuck Brown)
- 1994: Goodbye Manhattan (2 Songs mit Pieces of a Dream)
- 2001: No Boundaries (mit David Christopher und Tony Taylor)
- 2024: Walkin’ After Midnight

### Livealben
| Jahr | Titel               | Höchstplatzierung, Gesamtwochen, AuszeichnungChartplatzierungen (Jahr, Titel, Platzierungen, Wochen, Auszeichnungen, Anmerkungen) | Höchstplatzierung, Gesamtwochen, AuszeichnungChartplatzierungen (Jahr, Titel, Platzierungen, Wochen, Auszeichnungen, Anmerkungen) | Höchstplatzierung, Gesamtwochen, AuszeichnungChartplatzierungen (Jahr, Titel, Platzierungen, Wochen, Auszeichnungen, Anmerkungen) | Höchstplatzierung, Gesamtwochen, AuszeichnungChartplatzierungen (Jahr, Titel, Platzierungen, Wochen, Auszeichnungen, Anmerkungen) | Höchstplatzierung, Gesamtwochen, AuszeichnungChartplatzierungen (Jahr, Titel, Platzierungen, Wochen, Auszeichnungen, Anmerkungen) | Anmerkungen                                                 |
| Jahr | Titel               | DE | AT | CH | UK | US | Anmerkungen                                                 |
| ---- | ------------------- | --- | --- | --- | --- | --- | ----------------------------------------------------------- |
| 1996 | Live at Blues Alley | — | — | — | UK86 Gold · (5 Wo.)UK | — | Erstveröffentlichung: 13. Mai 1996 Verkäufe: + 135.000      |
| 2003 | American Tune       | DE85 (1 Wo.)DE | — | CH75 (2 Wo.)CH | UK1 Gold · (12 Wo.)UK | US112 (1 Wo.)US | Erstveröffentlichung: 12. August 2003 Verkäufe: + 130.000   |
| 2015 | Nightbird           | DE99 (1 Wo.)DE | — | — | UK17 Gold · (8 Wo.)UK | — | Erstveröffentlichung: 13. November 2015 Verkäufe: + 100.000 |

### Kompilationen
| Jahr | Titel                   | Höchstplatzierung, Gesamtwochen, AuszeichnungChartplatzierungen (Jahr, Titel, Platzierungen, Wochen, Auszeichnungen, Anmerkungen) | Höchstplatzierung, Gesamtwochen, AuszeichnungChartplatzierungen (Jahr, Titel, Platzierungen, Wochen, Auszeichnungen, Anmerkungen) | Höchstplatzierung, Gesamtwochen, AuszeichnungChartplatzierungen (Jahr, Titel, Platzierungen, Wochen, Auszeichnungen, Anmerkungen) | Höchstplatzierung, Gesamtwochen, AuszeichnungChartplatzierungen (Jahr, Titel, Platzierungen, Wochen, Auszeichnungen, Anmerkungen) | Höchstplatzierung, Gesamtwochen, AuszeichnungChartplatzierungen (Jahr, Titel, Platzierungen, Wochen, Auszeichnungen, Anmerkungen) | Anmerkungen                                                |
| Jahr | Titel                   | DE | AT | CH | UK | US | Anmerkungen                                                |
| ---- | ----------------------- | --- | --- | --- | --- | --- | ---------------------------------------------------------- |
| 1998 | Songbird                | DE7 (22 Wo.)DE | — | CH2 Gold · (16 Wo.)CH | UK1 ×6Sechsfachplatin · (156 Wo.)UK                                                                                               | US— PlatinUS | Erstveröffentlichung: 19. Mai 1998 Verkäufe: + 5.000.000   |
| 2004 | Wonderful World         | — | — | — | UK11 Silber · (7 Wo.)UK | — | Erstveröffentlichung: 24. Juli 2004 Verkäufe: + 60.000     |
| 2012 | The Best of Eva Cassidy | — | AT26 (7 Wo.)AT | — | UK22 Platin · (25 Wo.)UK | — | Erstveröffentlichung: 26. Oktober 2012 Verkäufe: + 300.000 |

### Singles
| Jahr | Titel Album                            | Höchstplatzierung, Gesamtwochen, AuszeichnungChartsChartplatzierungen (Jahr, Titel, Album, Platzierungen, Wochen, Auszeichnungen, Anmerkungen) | Anmerkungen                              |
| Jahr | Titel Album                            | UK | Anmerkungen                              |
| ---- | -------------------------------------- | --- | ---------------------------------------- |
| 1998 | Over the Rainbow The Other Side        | UK42 Gold · (23 Wo.)UK | Charteinstieg: 2001; Verkäufe: + 400.000 |
| 2003 | You Take My Breath Away American Tune  | UK54 (2 Wo.)UK |                                          |
| 2007 | What a Wonderful World Wonderful World | UK1 (5 Wo.)UK | mit Katie Melua                          |
| 2007 | Fields of Gold Live at Blues Alley     | UK— GoldUK | Verkäufe: + 400.000                      |
| 2009 | Songbird                               | UK56 Platin · (3 Wo.)UK | Verkäufe: + 600.000                      |
| 2012 | Time After Time                        | UK79 (1 Wo.)UK | Erstveröffentlichung: 2000               |

### Videoalben
- 2004: Sings

## Auszeichnungen für Musikverkäufe
| Goldene Schallplatte - Australien - 2005: für das Album Live at Blues Alley - 2005: für das Album Time After Time - 2005: für das Videoalbum Sings - Europa (Impala) - 2009: für die Single What a Wonderful World - Kanada - 2003: für das Album Songbird - Norwegen - 2003: für das Album Imagine - Schweden - 2003: für das Album American Tune - 2003: für das Album Songbird | Platin-Schallplatte - Australien - 2002: für das Album Songbird - 2004: für das Album Imagine - Europa - 2002: für das Album Songbird - Neuseeland - 2003: für das Album Songbird - Norwegen - 2002: für das Album Songbird 2× Platin-Schallplatte - Spanien - 2002: für das Album Songbird |

Anmerkung: Auszeichnungen in Ländern aus den Charttabellen bzw. Chartboxen sind in ebendiesen zu finden.
| Land/RegionAuszeichnungen für Musikverkäufe (Land/Region, Auszeichnungen, Verkäufe, Quellen) | Silber  | Gold       | Platin       | Verkäufe    | Quellen              |
| -------------------------------------------------------------------------------------------- | ------- | ---------- | ------------ | ----------- | -------------------- |
| Australien (ARIA)                                                                            | —       | 3× Gold3   | 2× Platin2   | 217.500     | aria.com.au          |
| Europa (IFPI)                                                                                | —       | —          | Platin1      | (1.000.000) | ifpi.org             |
| Europa (Impala)                                                                              | —       | Gold1      | —            | (100.000)   | impalamusic.org      |
| Kanada (MC)                                                                                  | —       | Gold1      | —            | 50.000      | musiccanada.com      |
| Neuseeland (RMNZ)                                                                            | —       | —          | Platin1      | 15.000      | Einzelnachweise      |
| Norwegen (IFPI)                                                                              | —       | Gold1      | Platin1      | 70.000      | ifpi.no              |
| Schweden (IFPI)                                                                              | —       | 2× Gold2   | —            | 70.000      | sverigetopplistan.se |
| Schweiz (IFPI)                                                                               | —       | Gold1      | —            | 25.000      | hitparade.ch         |
| Spanien (Promusicae)                                                                         | —       | —          | 2× Platin2   | 200.000     | mediafire.com        |
| Vereinigte Staaten (RIAA)                                                                    | —       | —          | Platin1      | 1.000.000   | riaa.com             |
| Vereinigtes Königreich (BPI)                                                                 | Silber1 | 9× Gold9   | 9× Platin9   | 4.560.000   | bpi.co.uk            |
| Insgesamt                                                                                    | Silber1 | 18× Gold18 | 17× Platin17 |             |                      |